# 唐登岷
唐登岷（1918年2月—2015年5月2日），云南保山人，中华人民共和国政治人物。
早年参加抗日战争，奔赴昆明、重庆和缅甸仰光，担任《云南日报》、《中国周刊》、《民主周刊》编辑、主编。历任中共云南省工委委员、宣传部长，思茅行政公署专员，云南省委统战部副部长，云南工学院院长。2015年去世。